# Сідєльцев Володимир Олегович
Володи́мир Оле́гович Сідє́льцев — старший сержант Збройних сил України.
У мирний час проживає в місті Южноукраїнськ.

## Нагороди
За особисту мужність і героїзм, виявлені у захисті державного суверенітету та територіальної цілісності України, вірність військовій присязі під час російсько-української війни нагороджений
- орденом «За мужність» III ступеня (27.11.2014).